# Geldstroom
De Nederlandse universiteiten onderscheiden drie geldstromen:
- de eerste geldstroom in Nederland is direct afkomstig van het Ministerie van Onderwijs, Cultuur en Wetenschap.
- de tweede geldstroom is afkomstig van zelfstandige publieke organisaties als NWO (Nederlandse Organisatie voor Wetenschappelijk Onderzoek).
- de derde geldstroom is projectgebonden financiering, vaak van private instellingen.